# La guerra de los mundos II: la nueva generación
War of the Worlds, conocido en España como La guerra de los mundos II: La nueva generación, es una serie de televisión de ciencia ficción canadiense/estadounidense que duró dos temporadas, desde octubre de 1988 hasta mayo de 1990. La serie es una extensión de la película La guerra de los mundos (1953), utilizando la misma máquina de guerra, a menudo incorporando aspectos de la película, la adaptación de radio, y la novela original en su mitología.
Aunque el productor de la película original, George Pal, concibió una serie de televisión de la misma película en algún momento de la década de 1970, no fue hasta finales de 1980 cuando una serie fue finalmente realizada, esta vez por el productor de televisión Greg Strangis.

## Trama
De acuerdo con la serie, en lugar de ser muertos por las bacterias, al final de la película de 1953, los extraterrestres han caído en un estado de animación suspendida. Sus cuerpos fueron almacenados en lugares remotos en bidones de residuos tóxicos y enviados a diversos sitios de almacenaje dentro de los Estados Unidos (se sabe que diez de estos sitios existen), y una amplia cobertura del gobierno combinados a una condición llamada "amnesia selectiva", ha convencido a la mayoría de la gente que no se hubiera producido la invasión.
Dado que el concepto de los seres inteligentes de Marte ha perdido su plausibilidad desde la época de la película original, los extraterrestres resulta ser que en realidad vienen de Mor-Tax, un planeta a 40 años luz de distancia orbitando un sol moribundo en la constelación de Tauro.
Treinta y cinco años después, un grupo terrorista autodenominado "Partido de la Liberación del Pueblo" irradia accidentalmente los bidones que contienen a los alienígenas en una redada llevada a cabo en el sitio de la fortaleza de Jericó. La irradiación destruye las bacterias que mantienen a los extraterrestres en estado inconsciente. Una vez libres, los alienígenas se apoderan de los cuerpos de los seis terroristas, y entonces comienzan a utilizar una gama de cuerpos humanos para encontrar una manera de robar el planeta, lo que implica eliminar a toda la humanidad y el desarrollo de un instrumento permanente para inocularse contra las bacterias indígenas de la Tierra. Su plan para hacer de la Tierra su nuevo planeta esperan que se complete en un período de cinco años, mientras esperan que tres millones de colonos de Mor-Tax lleguen.

## Reparto

### Actores principales
- Jared Martin - Dr Harrison Blackwood
- Lynda Mason Green - Dr Suzanne McCullough
- Philip Akin - Norton Drake
- Richard Chaves - Lt. Col. Paul Ironhorse
- Rachel Blanchard - Debi McCullough
- Adrian Paul - John Kincaid
- Denis Forest - Malzor
- Catherine Disher - Mana
- Julian Richings - Ardix

### Invitados
- Ann Robinson - Sylvia van Buren
- Colm Feore - Leonid Argochev
- John Colicos - Quinn
- Alex Carter - un alien
- Keram Malicki-Sánchez - Ceeto
- John Vernon - Général Wilson
- Jill Hennessy - Patty
- Patrick Macnee - Valery Kedrov
- Greg Morris - aparición
- Jeff Corey - aparición
- John Ireland - aparición
- James Hong - aparición
- Mia Kirshner - aparición